# Municipal de la Arboleda
El estadio municipal de La Arboleda es el campo de fútbol donde la Sociedad Deportiva Almazán disputa sus encuentros. El campo cuenta con una única grada en un lateral ocupando un tercio del largo de dicho lateral. El campo se encuentra en el municipio soriano de Almazán.

## Historia
El equipo ha venido disputando sus encuentros de una manera normal en el Municipal desde su inauguración en el 22 de enero de 1968.

## Vencimiento del muro cara al paseo
En el año 2008 (aunque en ocasiones anteriores ya había sucedido, pero de una manera más moderada) el muro que da a la parte del paseo de La Arboleda se derribó debido a las fuertes rachas de viento. Tras este incidente se barajó la posibilidad, y estuvo a punto de realizarse, de poner una grada a lo largo de toda la banda, con un tejadillo y unas 2 o 3 filas de asientos. Finalmente esta idea se llevó a cabo, contando ahora con dos gradas en las tribunas siendo esta última de menor aforo.

## Anexos
El Municipal cuenta con un campo anexo donde se entrenan al igual que disputan sus encuentros las categorías inferiores del club. Cuenta con un polideportivo al servicio del club para el entrenamiento en caso de que el terreno esté impracticable, como sucede cuando nieva.
- Datos: Q6026466